# Jacob Balde
Jakob Balde (Ensisheim, 4 gennaio 1604 – Neuburg an der Donau, 9 agosto 1668) è stato un gesuita, poeta e latinista tedesco.

## Biografia
Nacque a Ensisheim nell'alta Alsazia, e ricevette un'educazione classica nel locale collegio dei gesuiti. Completò la sua formazione a Ingolstadt, dove studiò filosofia e diritto e fu ammesso nella Compagnia di Gesù il 1º luglio 1624. Nel 1628 venne nominato professore di retorica a Innsbruck e, alcuni anni dopo, a Ingolstadt, dove fu ordinato sacerdote nel 1633 dal vescovo ausiliare Resch von Eichstätt. Su richiesta del duca Alberto VI, Balde si recò a Monaco come istitutore del figlio Alberto Sigismondo, futuro vescovo di Frisinga.
Alla morte di Geremia Dressellio nel 1638 lo sostituì nella carica di predicatore alla corte del Principe elettore Massimiliano I.
Gli scritti di Jacob Balde sono contraddistinti da una brillante immaginazione, nobili intenti e rivelano una profonda conoscenza dell'anima umana e un amore per la natura non scevro da un sottile umorismo. Scrisse in latino, lingua delle classi colte del tempo, e per questo motivo le sue opere non ebbero una diffusione popolare durante la sua vita. Vissuto durante la guerra dei trent'anni, testimoniò nei suoi scritti l'orrore della distruzione della sua patria.
Morì il 9 agosto del 1668 all'età di sessantaquattro anni a Neuburg an der Donau dove si era stabilito per motivi di salute fin dal 1654 divenendo intimo amico del conte Filippo Guglielmo del Palatinato.
Dopo la morte di Jacob Balde la sua vasta produzione letteraria (liriche poetiche, poemi epici e pastorali, satire, elegie e drammi), che in vita gli valse il soprannome di Orazio germanico, cadde presto nell'oblio, finché il poeta Johann Gottfried Herder tradusse e commentò varie sue odi latine nella Terpsichore (1795–96), rendendolo un poeta popolare della nazione tedesca. Versioni più recenti della sua opera furono realizzate da Johannes Schrott e Martin Schleich (Monaco 1870).

## Opere

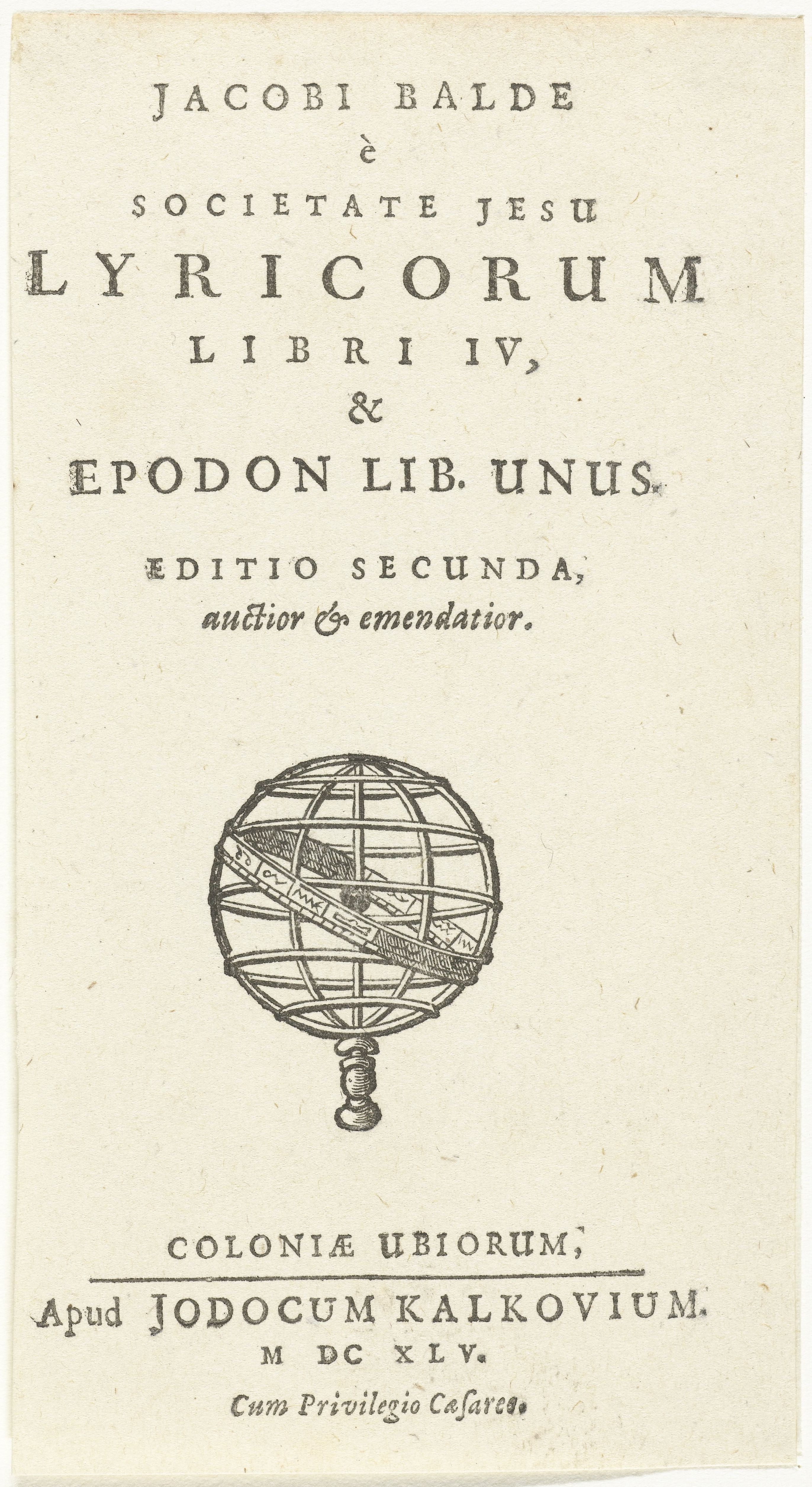
Jacob Balde, Lyricorum libri IV, Lowijs Elzevier (III), Jost Kalckhoven, Colonia, 1645.

- (LA) Jakob Balde, Epithalamion, Monachii, Formis Cornelii Leysserii Electoralis Typographi et Bibliopolae, 1635. URL consultato il 25 maggio 2019.
- (LA) Jakob Balde, De vanitate mundi, Monachii, Formis Cornelii Leysserii Electoralis Typographi et Bibliopolae, 1636. URL consultato il 25 maggio 2019.
- (LA) Jakob Balde, Batrachomyomachia Homeri, tuba Romana cantata, et aevo nostro accommodata, Ingolstadt, Gregor Hänlin, 1637. URL consultato il 25 maggio 2019.
- (LA) Jakob Balde, Agathyrsus, Monachii, typis Corn. Leyserii, 1638. URL consultato il 25 maggio 2019.
- (LA) Jakob Balde, Iacobi Balde è Societate Iesv Lyricorvm Lib. IV.: Epodon Lib. Vnus, Monachii, typis Corn. Leyserii, 1643. URL consultato il 25 maggio 2019.
- (LA) Jakob Balde, Iacobi Balde è Societate Jesv Sylvarum Libri VII., Monachii, typis Corn. Leyserii, 1643. URL consultato il 25 maggio 2019.
- (DE) Jakob Balde, Agathyrsus teutsch, München, bey Lucas Straub, 1647. URL consultato il 25 maggio 2019.
- (LA) Jakob Balde, Medicinae Gloria Per Satyras XXII. Asserta, Monachii, Wagner, 1651. URL consultato il 25 maggio 2019.
- (LA) Jakob Balde, Iephtias: Tragoedia, Ambergae, Haugenhofer, 1654. URL consultato il 25 maggio 2019.
- (LA) Jakob Balde, Satyra contra abusum Tabaci ad Aemilianum Aloysium Guevarram, Monachii, Wagnerus, 1657. URL consultato il 25 maggio 2019.
- (LA) Jakob Balde, Vultuosæ torvitatis encomium. In gratiam philosophorum, ac poetarum explicatum, Monachii, Sumptibus I. Wagneri, 1658. URL consultato il 25 maggio 2019.
- (LA) Jakob Balde, Urania victrix, Monachii, Typis J.W. Scheli, 1663. URL consultato il 25 maggio 2019.
- Opera omnia pubblicata in otto volumi a Monaco di Baviera nel 1729.